# 嚕啦啦
噜啦啦，為中國青年救國團（原稱中國青年反共救國團）轄下的中國青年服務社假期活動服務員的簡稱，是台灣著名的假期活動服務團體，在每年寒暑假救國團自強活動（現改稱休閒活動）、登山活動、假日旅遊、畢業旅行中服務國小/國中/高中學生及社會大眾。
噜啦啦每年招收一期，對象為新竹以北的大專院校大一或專三學生。所有加入噜啦啦的人必須通過一年的訓練，才能成為正式成員。

## 外部連結
- 中華民國嚕啦啦社會服務協會（页面存档备份，存于）